# زينا (شخصية)
زينا (بالإنجليزية: Xena)‏ إحدى الشخصيات في مسلسل زينا: الأميرة المحاربة قامت بتأديتها الممثلة لوسي لاوليس.
وهذا كان في عام 1995 إلى عام 1999.